# محمدرضا آشتیانی‌زاده
محمدرضا آشتیانی‌زاده (۱۲۸۵ تهران - ۱۳۷۷ تهران) نماینده مجلس شورای ملی، تاجر و ملاک بود. او نخستین کسی است که به صورت رسمی و علنی در ایران به تشکیل کشور اسرائیل و به رسمیت شناختن آن اعتراض کرده‌است.
آشتیانی‌زاده کارمند شهرداری تهران و مالک کاباره طوطی بود. در سال ۱۳۲۵ وارد حزب دموکرات شد که قوام‌السلطنه به راه انداخته بود و در دوران نخست‌وزیری قوام‌السلطنه معاون شهردار تهران شد. در دی ۱۳۲۵ با حمایت او در انتخابات دوره پانزدهم مجلس شورای ملی شرکت جست و در تیر ۱۳۲۶ با گشایش مجلس بر کرسی نمایندگی ورامین نشست.
آشتیانی‌زاده در مجلس پانزدهم همراه با حسین مکی، عبدالقدیر آزاد و ابوالحسن حائری‌زاده فراکسیون آزادی را تشکیل داد اما بعداً از این فراکسیون جدا شد. پس از سقوط دولت قوام در ۱۸ آذر ۱۳۲۶ و روی کار آمدن حکیم‌الملک، آشتیانی به مخالفت با دولت حکیم‌الملک پرداخت و همراه با احمد شریعت‌زاده و عباس میرزا اسکندری دولت را استیضاح کرد.
در همین دوره پانزدهم مجلس بود که کشور اسرائیل تأسیس و به رسمیت شناخته شد. آشتیانی‌زاده نخستین نماینده‌ای بود که در جلسه رسمی مجلس به تأسیس این کشور اعتراض و آن را ضربه‌ای توصیف کرد که آمریکا و شوروی بر قلب عالم اسلام زده‌اند.
آشتیانی‌زاده در اواخر دوره پانزدهم به نمایندگی مجلس مؤسسان انتخاب شد که اصولی از قانون اساسی را تغییر داد. در دوره بعد نیز کرسی خود را حفظ کرد. او نماینده‌ای منفرد و تندرو با نطق‌های جنجالی بود و به مخالفت با دولت‌های ساعد و رزم‌آرا برخاست. پس از ترور رزم‌آرا برای به نخست‌وزیری رساندن دوباره احمد قوام کوشید و حملات سختی به حسین علاء و دولتش کرد. با جبهه ملی ایران هم از در مخالفت درآمد. روزنامه باختر امروز به مدیر مسئولی حسین فاطمی او را جاسوس سابق انگلیس توصیف کرد.
در زمان نخست‌وزیری محمد مصدق، آشتیانی‌زاده بار دیگر روی به قوام‌السلطنه آورد و در دولت سه روزه او در سال ۱۳۳۱ از مشاوران و نزدیکانش بود. پس از ۲۸ امرداد ۱۳۳۲ از سیاست کناره گرفت و به ملک‌داری و تجارت پرداخت. پس از درگذشت، نوشته‌هایی از خود بر جای گذاشت که بخشی از آن چاپ شد.